# 麥克·卡普阿諾
迈克尔·埃弗里特·卡普阿諾（英語：Michael Everett Capuano，1952年1月9日—）是美國的一位政治人物。自2013年開始，他是麻薩諸塞州第七國會選區選出的美國眾議院議員。他的黨籍是民主黨。在成為國會議員之前，卡普阿諾曾經擔任薩默維爾市的市長。

## 個人生活
卡普阿諾的首名和中间名来自于祖父以及外祖父的名字，他有七個兄弟姐妹，其中一個死於分娩，另有一個在5歲時死於脊髓灰質炎。卡普阿諾在1974年與Barbara Teebagy結婚，他們有兩個兒子Michael和Joseph。他是《神奇4俠》和《美國隊長：復仇者先鋒》電影系列演員基斯·伊雲斯，以及肥皂劇《One Life to Live》的史葛·伊雲斯的舅舅。2003年，薩默維爾市為卡普阿諾創辦了一所新學校；米高·E·卡普阿諾幼兒中心（Michael E. Capuano Early Childhood Center）於當年9月正式開幕。